# جایزه ادبی تاریای وسوس

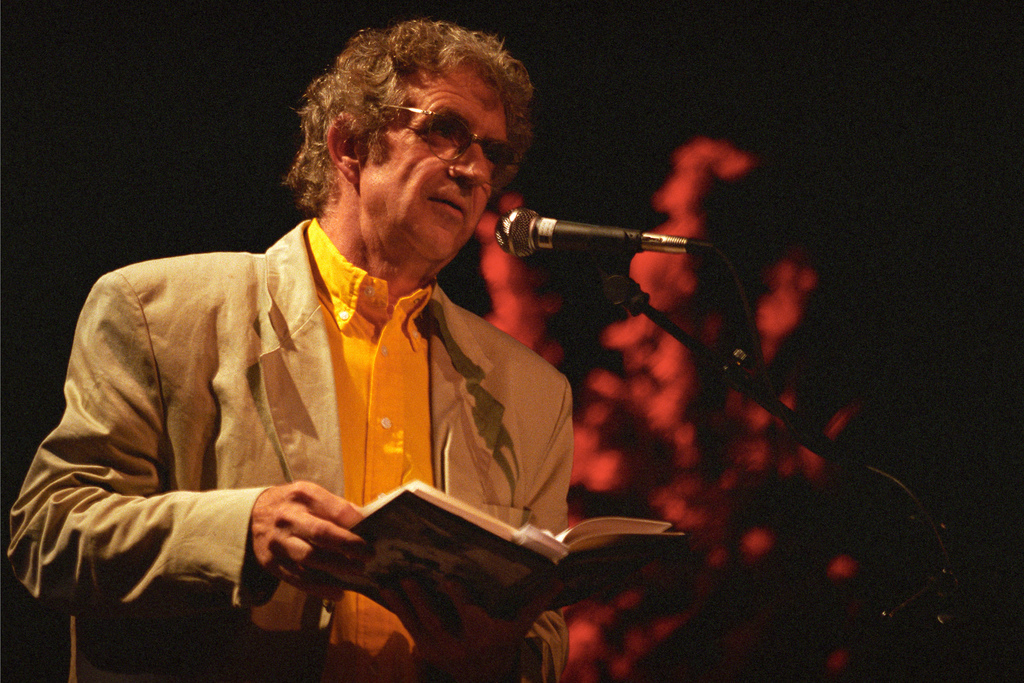
یان اریک ولد، دومین برنده جایزه ادبی تاریای وسوس

جایزهٔ ادبی تاریای وسوس (انگلیسی: Tarjei Vesaas' debutantpris) یک جایزهٔ ادبی کشور نروژ است که به‌طور سالانه به بهترین اثر ادبی نروژی اهدا می‌شود. این جایزه توسط اتحادیه نویسندگان نروژ اعطا می‌شود که ۹ عضو این اتحادیه، قضاوت را به عهده دارند که بر اساس یک ارزیابی آزاد و مستقل و بر پایهٔ معیارهای زیباشناسی ادبیات نروژ، برنده را انتخاب می‌کنند.

## برندگان
بر اساس توافق صورت گرفته میان انجمن انتشارات نروژ و انجمن ناشران نروژی کلیهٔ انتشارات ادبی نروژ به کلیه اعضا اتحادیه نویسندگان ارسال می‌شود و این اعضا برنده سال را بدون به میان کشیدن خواست فردی خود، انتخاب می‌کنند.
برنده هر ساله در روز سوم ژانویه در جلسه انتخاب شده و بعد از تعیین میزان مبلغ پرداختی و تضمین‌ها، درآمد و سایر حقوق، در ماه مارس جایزه اهدا می‌شود.

## بنیانگذاری

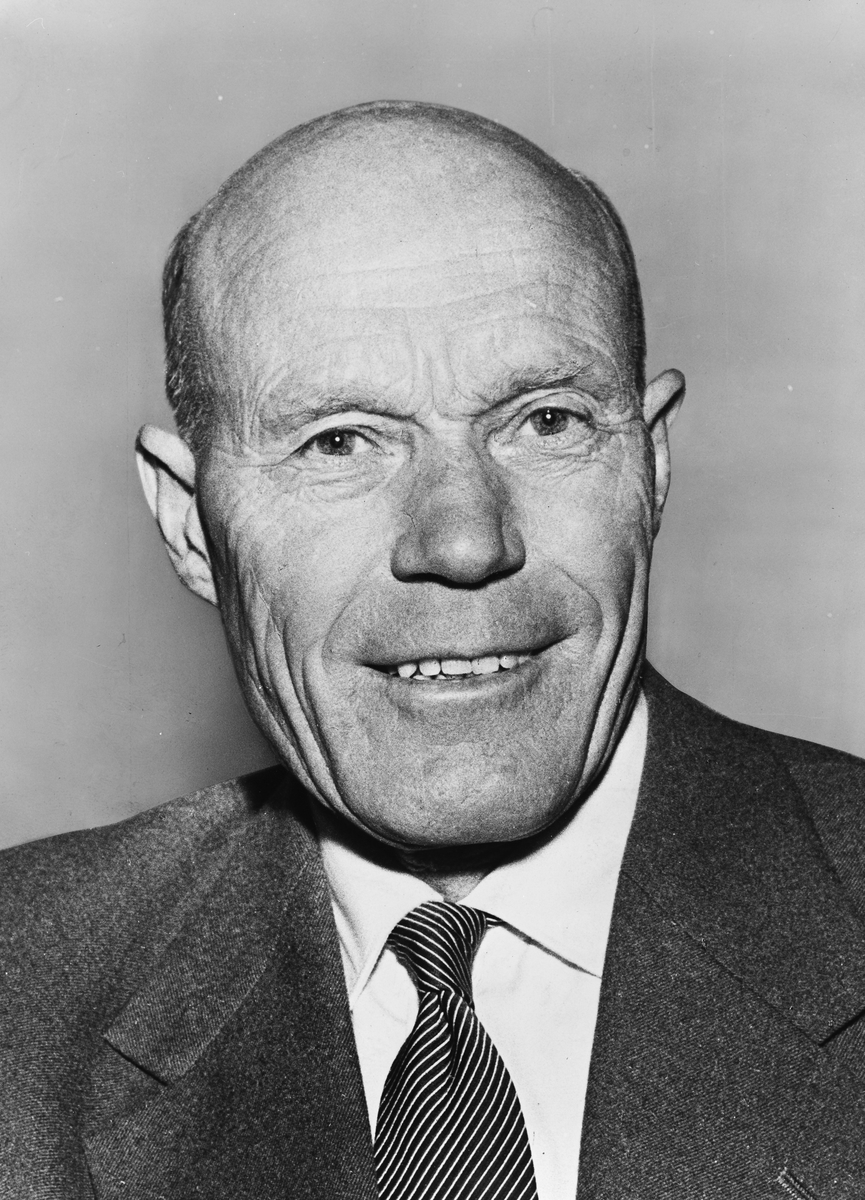
تارجی وسااس (۱۸۹۷-۱۹۷۰) شاعر و رمان‌نویس نروژی بود.

این جایزه ادبی در سال ۱۹۶۴ توسط تاریای وسوس یک نویسنده نروژی ۱۸۷۹–۱۹۷۰ با پولی که وی با بردن جایزهٔ ادبی کشورهای نوردیک به دست آورد، تأسیس شد.
وی معتقد بود مهم‌ترین کار تعیین معیارهای ادبی ست ولی اگر امکان باشد بهتر است که جایزه به یک نویسنده جوان زیر ۳۵ سال اهدا شود تا نسل جوان بیشتر به کار ادبی علاقه‌مند شود و میراث ادبی حفظ شود.